# Revelation 666: The Curse of Damnation
Revelation 666: The Curse of Damnation četvrti je studijski album norveškog black metal-sastava Old Man's Child. Album je 13. ožujka 2000. godine objavila diskografska kuća Century Media Records.

## Popis pjesama
Glazba: Galder.
| 1.    | »Phantoms of Mortem Tales«     | Galder  | 5:35 |
| 2.    | »Hominis Nocturna«             | Memnoch | 5:22 |
| 3.    | »In Black Endless Void«        | Jardar  | 4:27 |
| 4.    | »Unholy Vivid Innocence«       | Grimar  | 5:06 |
| 5.    | »Passage to Pandemonium«       | Galder  | 4:13 |
| 6.    | »Obscure Divine Manifestation« | Grimar  | 4:20 |
| 7.    | »World Expiration«             | Galder  | 6:06 |
| 8.    | »Into Silence Embrace«         | Galder  | 5:03 |
| 40:12 |                                |         |      |

## Zasluge
Old Man's Child
- Galder – vokali, gitara, klavijature, produkcija
- Jardar – gitara
- Memnoch – bas-gitara
- Tjodalv – bubnjevi (na pjesmama 2, 3, 5 i 7)
- Grimar – bubnjevi (na pjesmama 1, 4, 6 i 8)

Dodatni glazbenici
- Marielle Anderson – vokali

Ostalo osoblje
- Axel Jussett – fotografija
- Stefan Wibbeke – naslovnica, raspored ilustracija
- Carsten Drescher – naslovnica, raspored ilustracija
- Wolfgang Bartsch – fotografija
- Axel Hermann – dizajn
- Peter Tägtgren – produkcija, inženjer zvuka
- Christophe Szpajdel – logotip